# Енкулешть
Енкулешть, Енкулешті (рум. Enculești) — село у повіті Арджеш в Румунії. Адміністративно підпорядковане місту Штефенешть.
Село розташоване на відстані 104 км на північний захід від Бухареста, 8 км на північний схід від Пітешть, 110 км на північний схід від Крайови, 98 км на південний захід від Брашова.

## Населення
За даними перепису населення 2002 року у селі проживали 560 осіб. Усі жителі села рідною мовою назвали румунську.
Національний склад населення села:
| Національність | Кількість осіб | Відсоток |
| -------------- | -------------- | -------- |
| румуни         | 555            | 99,1%    |
| цигани         | 5              | 0,9%     |